# Bryan Cabezas
Bryan Alfredo Cabezas Segura (Quevedo, 20 marzo 1997) è un calciatore ecuadoriano, centrocampista svincolato.

## Caratteristiche tecniche
Centrocampista veloce e tecnico, gioca sulla fascia sinistra.

## Carriera

### Club
Inizia a giocare nelle giovanili del Segundo Hoyos Jacome nel 2009, anno in cui viene aggregato agli under-12. Nel 2010 si trasferisce al Norte América, dove gioca con gli under-14.
Nel 2011 entra nel vivaio dell'Independiente del Valle. Nel 2013 l'allenatore Pablo Repetto lo fa esordire in prima squadra in una partita di massima divisione pareggiata contro l'Emelec. Disputa da titolare alcuni campionati con l'Independiente del Valle, arrivando anche a giocare la finale della Coppa Libertadores 2016, persa contro l'Atlético Nacional. Contro il quotato Boca Juniors, in semifinale, si mette in luce segnando sia all'andata (doppietta) che al ritorno, contribuendo in modo determinante alla qualificazione della sua squadra alla doppia finale contro i colombiani, poi persa.
Il 6 agosto 2016 è acquistato per 1,8 milioni di euro (più il 20% sulla futura rivendita) dall'Atalanta, con cui firma un contratto quinquennale. Esordisce in Serie A il 15 aprile 2017, entrando in campo nel finale della partita giocata sul campo della Roma. Si tratta della sua unica presenza stagionale nelle file dei bergamaschi.
Il 16 luglio seguente, viene ceduto con la formula del prestito secco semestrale al Panathīnaïkos, con il quale totalizza 14 presenze e realizza 2 gol in Europa League, contro il Gabala (vittoria per 1-2 in trasferta) e contro l'Athletic Bilbao (sconfitta per 2-3 in casa).
Il 16 gennaio 2018 rientra all'Atalanta, che, dopo una lunga trattativa, lo gira in prestito, il 31 gennaio, all'Avellino, in Serie B. Il 24 febbraio esordisce con la maglia dei campani, contribuendo alla vittoria contro il Novara con l'assist per la rete decisiva di Davide Gavazzi.
Rientrato all'Atalanta, il 25 luglio 2018 viene ceduto in prestito al Fluminense. Il 13 gennaio 2019 si trasferisce, sempre in prestito, all'Emelec. Dopo due stagioni nel club, con la cui maglia realizza 3 reti in 53 partite di campionato nella prima divisione ecuadoriana, nell'estate del 2021 viene ceduto in prestito al Kocaelispor, club della seconda divisione turca.
Nel 2024 ha giocato 3 partite nella prima divisione argentina con il Sarmiento (J).

### Nazionale
Nel 2013 gioca 4 partite senza mai segnare in Under-17.
Il 19 gennaio 2017 esordisce in Under-20, giocando da titolare nella partita del campionato sudamericano Under-20 persa per 1-0 contro il Brasile. Il 21 gennaio segna il suo primo gol in Under-20, realizzando un calcio di rigore nella sfida vinta per 4-3 contro la Colombia. Disputa da titolare anche la terza ed ultima partita della fase a gironi, pareggiata per 1-1 contro il Cile il 22 gennaio.
Il 22 febbraio 2017 esordisce in nazionale maggiore, contro l'Honduras.
Nel maggio 2017 partecipa al Mondiale Under-20. Il 22 maggio, nella prima partita della sua nazionale (un pareggio per 3-3 contro gli Stati Uniti) realizza una doppietta. Scende in campo anche nelle altre due partite della fase a gironi, al termine della quale l'Ecuador viene eliminato dalla competizione.

## Statistiche

### Presenze e reti nei club
Statistiche aggiornate al 5 ottobre 2023.
| Stagione                | Squadra                 | Campionato              | Campionato | Campionato | Coppe nazionali | Coppe nazionali | Coppe nazionali | Coppe continentali | Coppe continentali | Coppe continentali | Altre coppe | Altre coppe | Altre coppe | Totale | Totale |
| Stagione                | Squadra                 | Comp                    | Pres       | Reti       | Comp            | Pres            | Reti            | Comp               | Pres               | Reti               | Comp        | Pres        | Reti        | Pres   | Reti   |
| ----------------------- | ----------------------- | ----------------------- | ---------- | ---------- | --------------- | --------------- | --------------- | ------------------ | ------------------ | ------------------ | ----------- | ----------- | ----------- | ------ | ------ |
| 2012                    | Indep. del Valle        | A                       | 1          | 0          | -               | -               | -               | -                  | -                  | -                  | -           | -           | -           | 1      | 0      |
| 2014                    | Indep. del Valle        | A                       | 6          | 0          | -               | -               | -               | CS                 | -                  | -                  | -           | -           | -           | 6      | 0      |
| 2015                    | Indep. del Valle        | A                       | 43         | 3          | -               | -               | -               | CL                 | 2                  | 0                  | -           | -           | -           | 45     | 3      |
| 2016                    | Indep. del Valle        | A                       | 18         | 1          | -               | -               | -               | CL                 | 15                 | 3                  | -           | -           | -           | 33     | 4      |
| Totale Indep. del Valle | Totale Indep. del Valle | Totale Indep. del Valle | 68         | 4          |                 | -               | -               |                    | 17                 | 3                  |             | -           | -           | 85     | 7      |
| 2016-2017               | Atalanta                | A                       | 1          | 0          | CI              | 0               | 0               | -                  | -                  | -                  | -           | -           | -           | 1      | 0      |
| 2017-gen. 2018          | Panathinaikos           | SL                      | 9          | 0          | CG              | 1               | 0               | UEL                | 4                  | 2                  | -           | -           | -           | 14     | 2      |
| gen.-giu. 2018          | Avellino                | B                       | 7          | 0          | CI              | -               | -               | -                  | -                  | -                  | -           | -           | -           | 6      | 0      |
| lug.-dic. 2018          | Fluminense              | A                       | 5          | 0          | -               | -               | -               | CS                 | 0                  | 0                  | -           | -           | -           | 5      | 0      |
| 2019                    | Emelec                  | A                       | 21+2       | 3+0        | CE              | 6               | 0               | CL                 | 6                  | 0                  | -           | -           | -           | 35     | 3      |
| 2020                    | Emelec                  | A                       | 26         | 0          | -               | -               | -               | CS                 | 4                  | 0                  | -           | -           | -           | 30     | 0      |
| 2021                    | Emelec                  | A                       | 4          | 0          | -               | -               | -               | CS                 | 1                  | 0                  | -           | -           | -           | 5      | 0      |
| Totale Emelec           | Totale Emelec           | Totale Emelec           | 51+2       | 3+0        |                 | 6               | 0               |                    | 11                 | 0                  |             | -           | -           | 70     | 3      |
| 2021-gen. 2022          | Kocaelispor             | 1L                      | 4          | 0          | TK              | 1               | 0               | -                  | -                  | -                  | -           | -           | -           | 5      | 0      |
| gen.-giu. 2022          | Atalanta                | A                       | -          | -          | CI              | -               | -               | UCL+UEL            | -                  | -                  | -           | -           | -           | 0      | 0      |
| Totale carriera         | Totale carriera         | Totale carriera         | 147        | 7          |                 | 8               | 0               |                    | 32                 | 5                  |             | -           | -           | 187    | 12     |

### Cronologia presenze e reti in nazionale

#### Nazionale maggiore
| Cronologia completa delle presenze e delle reti in nazionale ― Ecuador | Cronologia completa delle presenze e delle reti in nazionale ― Ecuador | Cronologia completa delle presenze e delle reti in nazionale ― Ecuador | Cronologia completa delle presenze e delle reti in nazionale ― Ecuador | Cronologia completa delle presenze e delle reti in nazionale ― Ecuador | Cronologia completa delle presenze e delle reti in nazionale ― Ecuador | Cronologia completa delle presenze e delle reti in nazionale ― Ecuador | Cronologia completa delle presenze e delle reti in nazionale ― Ecuador |
| Data                                                                   | Città                                                                  | In casa                                                                | Risultato                                                              | Ospiti                                                                 | Competizione                                                           | Reti                                                                   | Note                                                                   |
| ---------------------------------------------------------------------- | ---------------------------------------------------------------------- | ---------------------------------------------------------------------- | ---------------------------------------------------------------------- | ---------------------------------------------------------------------- | ---------------------------------------------------------------------- | ---------------------------------------------------------------------- | ---------------------------------------------------------------------- |
| 23-2-2017                                                              | Guayaquil                                                              | Ecuador                                                                | 3 – 1                                                                  | Honduras                                                               | Amichevole                                                             | -                                                                      | 63’                                                                    |
| Totale                                                                 |                                                                        | Presenze                                                               | 1                                                                      |                                                                        | Reti                                                                   | 0                                                                      |                                                                        |

#### Under-20
| Cronologia completa delle presenze e delle reti in nazionale ― Ecuador under 20 | Cronologia completa delle presenze e delle reti in nazionale ― Ecuador under 20 | Cronologia completa delle presenze e delle reti in nazionale ― Ecuador under 20 | Cronologia completa delle presenze e delle reti in nazionale ― Ecuador under 20 | Cronologia completa delle presenze e delle reti in nazionale ― Ecuador under 20 | Cronologia completa delle presenze e delle reti in nazionale ― Ecuador under 20 | Cronologia completa delle presenze e delle reti in nazionale ― Ecuador under 20 | Cronologia completa delle presenze e delle reti in nazionale ― Ecuador under 20 |
| Data                                                                            | Città                                                                           | In casa                                                                         | Risultato                                                                       | Ospiti                                                                          | Competizione                                                                    | Reti                                                                            | Note                                                                            |
| ------------------------------------------------------------------------------- | ------------------------------------------------------------------------------- | ------------------------------------------------------------------------------- | ------------------------------------------------------------------------------- | ------------------------------------------------------------------------------- | ------------------------------------------------------------------------------- | ------------------------------------------------------------------------------- | ------------------------------------------------------------------------------- |
| 19-1-2017                                                                       | Riobamba                                                                        | Ecuador under 20                                                                | 0 – 1                                                                           | Brasile under 20                                                                | Sudamericano Under-20 2017 - Fase a gironi                                      | -                                                                               | 78’                                                                             |
| 21-1-2017                                                                       | Riobamba                                                                        | Ecuador under 20                                                                | 4 – 3                                                                           | Colombia under 20                                                               | Sudamericano Under-20 2017 - Fase a gironi                                      | 1                                                                               | 87’                                                                             |
| 22-1-2017                                                                       | Ambato                                                                          | Ecuador under 20                                                                | 1 – 1                                                                           | Cile under 20                                                                   | Sudamericano Under-20 2017 - Fase a gironi                                      | -                                                                               | 52’                                                                             |
| 27-1-2017                                                                       | Riobamba                                                                        | Ecuador under 20                                                                | 2 – 1                                                                           | Paraguay under 20                                                               | Sudamericano Under-20 2017 - Fase a gironi                                      | -                                                                               |                                                                                 |
| 31-1-2017                                                                       | Quito                                                                           | Ecuador under 20                                                                | 2 – 2                                                                           | Brasile under 20                                                                | Sudamericano Under-20 2017 - Fase finale                                        | -                                                                               |                                                                                 |
| 3-2-2017                                                                        | Quito                                                                           | Ecuador under 20                                                                | 2 – 4                                                                           | Venezuela under 20                                                              | Sudamericano Under-20 2017 - Fase finale                                        | 1                                                                               |                                                                                 |
| 6-2-2017                                                                        | Quito                                                                           | Ecuador under 20                                                                | 3 – 0                                                                           | Argentina under 20                                                              | Sudamericano Under-20 2017 - Fase finale                                        | 1                                                                               | 82’                                                                             |
| 8-2-2017                                                                        | Quito                                                                           | Ecuador under 20                                                                | 3 – 0                                                                           | Colombia under 20                                                               | Sudamericano Under-20 2017 - Fase finale                                        | 2                                                                               |                                                                                 |
| 12-2-2017                                                                       | Quito                                                                           | Ecuador under 20                                                                | 1 – 2                                                                           | Uruguay under 20                                                                | Sudamericano Under-20 2017 - Fase finale                                        | -                                                                               | 56’                                                                             |
| 22-5-2017                                                                       | Incheon                                                                         | Ecuador under 20                                                                | 3 – 3                                                                           | Stati Uniti under 20                                                            | Mondiali Under-20 2017 - Fase a gironi                                          | 2                                                                               |                                                                                 |
| 25-5-2017                                                                       | Incheon                                                                         | Ecuador under 20                                                                | 1 – 2                                                                           | Arabia Saudita under 20                                                         | Mondiali Under-20 2017 - Fase a gironi                                          | -                                                                               |                                                                                 |
| 28-5-2017                                                                       | Jeonju                                                                          | Senegal under 20                                                                | 0 – 0                                                                           | Ecuador under 20                                                                | Mondiali Under-20 2017 - Fase a gironi                                          | -                                                                               | 85’                                                                             |
| Totale                                                                          |                                                                                 | Presenze                                                                        | 12                                                                              |                                                                                 | Reti                                                                            | 7                                                                               |                                                                                 |